# Oscar Ulises Verde Tapia
Ulises Verde (nacido como Oscar Ulises Verde Tapia, el 28 de mayo de 1971 en la Ciudad de México, México) es parte del personal de la Facultad de Artes y Diseño, donde labora desde 27 años.

## Reseña biográfica
Doctor en Artes y Diseño por la UNAM. Académico de la Facultad de Artes y Diseño de la UNAM.
Ha presentado su obra en más de 30 exposiciones colectivas en México, Estados Unidos de Norteamérica e Italia. Ha exhibido su trabajo artístico en diez exposiciones individuales.
Parte de su obra artística e encuentra en los acervos y colecciones del Museo Puerta de la Ciudad en Loja, Ecuador; Museo Amantes de Sumpa en Santa Elena, Ecuador y en la Pinacoteca Cívica Monsignori A. Ricci en Monte San Martino en Macerata, Italia.
Escribió el libro “Muros y ruinas de la memoria. Espíritu, Arte y Pensamiento”, autofinanciado y publicado por Editorial Botello en el año de 2020. En el año 2021 recopilo una serie de fotografías de sus vacaciones por Italia  en el libro La Ausencia de la Presencia, publicado por Editorial Botello.

## Participación en asociaciones
- Miembro de la Società delle Belle Arti. Circolo degli Artisti Casa Di Dante” de la Comune di Firenze, Italia (2017 a la fecha).
- Miembro de diferentes Cuerpos Colegiados en la UNAM. (2014 a la fecha).